# Тулуп (одежда)

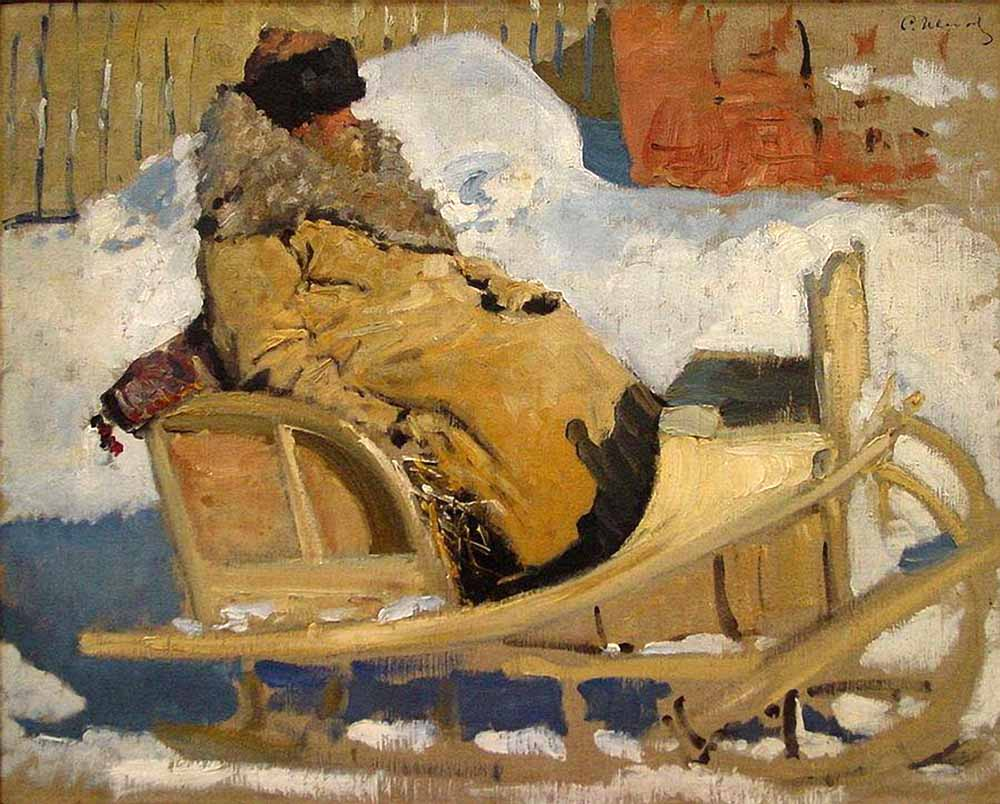
С. В. Иванов. Мужик в тулупе. 1900

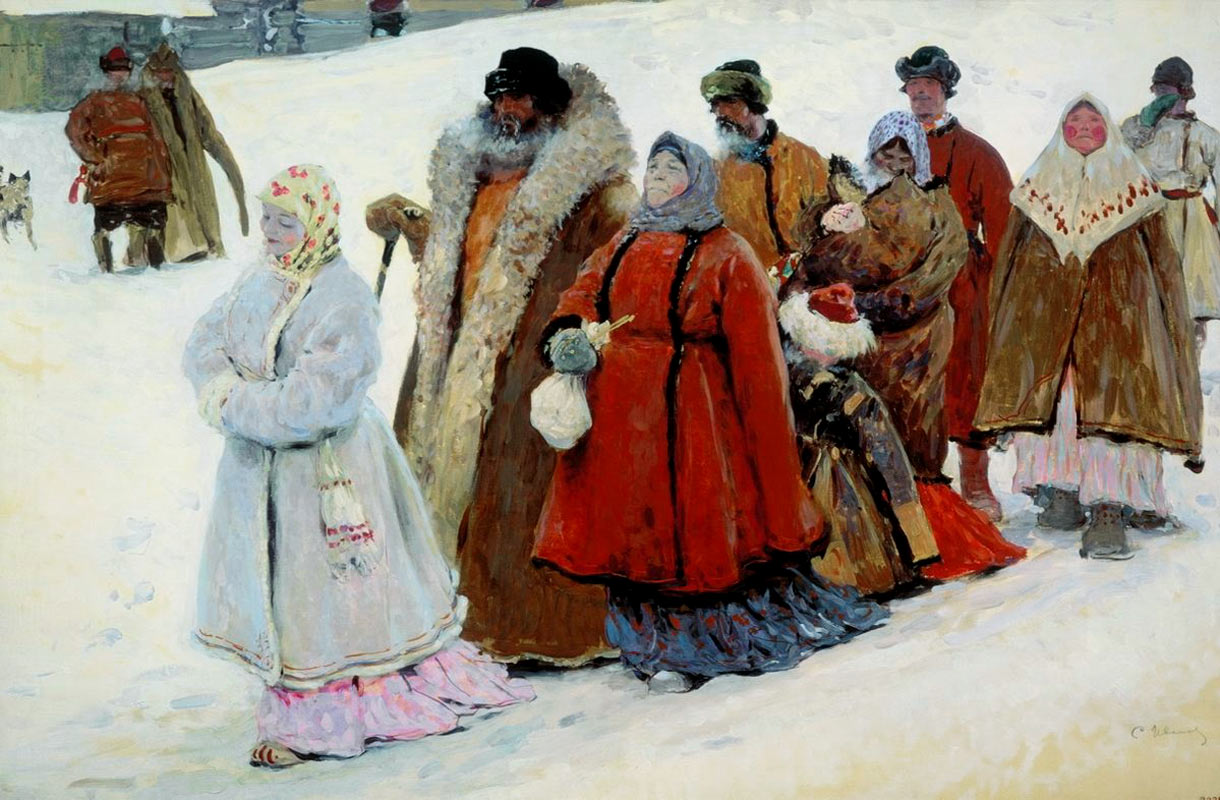
С. В. Иванов. Семья. 1907. Всё семейство в шубах, в тулупе только глава семьи

... Заячий тулуп! Я-те дам заячий тулуп! Да знаешь ли ты, что я с тебя живого кожу велю содрать на тулупы?
Тулу́п (толу́п) — зимняя длинная верхняя мужская и женская одежда свободного покроя, надеваемая дополнительно поверх кафтана, армяка, зипуна, полушубка или шубы в поездки на санях на дальние расстояния. Широко бытовала в России в XVIII — первой четверти XX века у русских крестьян Европейской России, Сибири и Алтая и у некоторых слоёв городского населения: извозчиков, ямщиков, дворников и сторожей. Сходная по функциям зимняя дорожная одежда — доха. Предшественником тулупа считается кожух. И. Я. Франко написал рассказ «История тулупа», повествующий о беспросветной судьбе украинского бедняка в Австрийской империи.
Тулупы изготавливали из овчины, меха лисицы, енота и хорька мехом внутрь. Колоколообразно расширяющийся книзу тулуп шили однобортным, длиной до щиколоток, он имел прямую спинку, глубоко запахивавшиеся справа налево полы без застёжек, широкие длинные рукава и большой отложной воротник. Тулупы подразделялись на нагольные и крытые. Нагольные тулупы шили из дублёных жёлто-красных овчин или чёрных, реже белых сыромятных. Крытые тулупы обтягивали сверху сукном домашней выработки, синим или чёрным холстом или фабричными тканями (сукном, китайкой, нанкой). На рубеже XIX—XX веков чёрный тулуп стал униформой петербургских и московских дворников.
Тулупы носили нараспашку или подпоясывали широким кушаком, завязываемым узлом спереди, а свисающие концы заправляли за кушак справа и слева. Поднятый воротник подвязывали у горла шарфом, платком или верёвкой. Поверх шубы тулуп накидывали на плечи, не продевая руки в рукава, а только укутываясь как одеялом. В деревенских семьях обычно имелось не более двух тулупов, они служили нескольким поколениям. Они считались большой ценностью, широко использовались в обрядовой жизни крестьян в родинном и свадебном ритуалах. С начала XIX века в состоятельных семьях появились домашние крытые тканью тулупы из любого меха, в том числе заячьего или козьего, их вместо халатов носили старики и больные. Известно, что в тулупе из белых мерлушек ходил дома отец А. И. Герцена И. А. Яковлев. На короткие тулупы, длиной до колен, но с низким воротником-стойкой и застёжками-крючками были похожи полушубки, крестьянская зимняя одежда. Тулупы, выдаваемые часовым на наружных постах, называются постовыми, их надевали поверх шинели и амуниции. В СССР постовые и сторожевые тулупы шили из выделанных шкур шубной овчины русской, степной и монгольской пород с окрашенной или натуральной кожевой тканью, они застёгивались на две или три пуговицы. В XX веке тулупами стали также называть нагольную приталенную зимнюю одежду длиной до колен.
Согласно этимологическому словарю Фасмера, слово «тулуп» имеет славянское происхождение и является родственным слову «туловище» либо было заимствовано в XVIII веке из тюркских языков, где оно означает «цельный кожаный мешок без шва из одной шкуры».